# Thargella branda
Thargella branda är en fjärilsart som beskrevs av Evans. Thargella branda ingår i släktet Thargella och familjen tjockhuvuden. Inga underarter finns listade i Catalogue of Life.